# Cylindromyia pyralidis
Cylindromyia pyralidis är en tvåvingeart som först beskrevs av Robineau-desvoidy 1863.  Cylindromyia pyralidis ingår i släktet Cylindromyia och familjen parasitflugor.
Artens utbredningsområde är Frankrike. Inga underarter finns listade i Catalogue of Life.